# 建设路街道 (平顶山市)
建设路街道，是中华人民共和国河南省平顶山市卫东区下辖的一个乡镇级行政单位。

## 行政区划
建设路街道下辖以下地区：
黄楝树社区、天使社区、神马社区、新优社区、湛华社区和诸葛庙社区。